# Markneukirchen
Markneukirchen – miasto w Niemczech, w kraju związkowym Saksonia, w powiecie Vogtland, w regionie Vogtland. Do 31 grudnia 2013 siedziba wspólnoty administracyjnej Markneukirchen. Do 29 lutego 2012 należało do okręgu administracyjnego Chemnitz. W 2009 miasto liczyło 6 633 osób.
1 stycznia 2014 do miasta przyłączono gminę Erlbach, która stała się jednocześnie jego dzielnicą.
Markneukirchen jest znane z produkcji instrumentów muzycznych. W mieście znajduje się również muzeum muzyczne.

## Współpraca
Miejscowość partnerska:
- Heusweiler, Saara